# Steinkiste von Ånimskog
Die Steinkiste von Ånimskog (schwedisch Ånimskogs Hällkista) liegt in Ånimskog in der Gemeinde Åmål in Dalsland in Schweden und stammt aus der Jungsteinzeit (3000–1500 v. Chr.). Ein jüngerer Typ dieser Steinkisten stammt aus der älteren Bronzezeit (1500–1000 v. Chr.).
Die Nord-Süd orientierte Steinkiste liegt am Ostufer des Sees Ånimmen gegenüber der Insel Henriksholm. Die Steinkiste ist viereinhalb Meter lang, eineinhalb Meter breit und 70 Zentimeter hoch und war mit Rollsteinen gefüllt. Die Seitenplatten sind bis zu einem Meter hoch und stehen am nördlichen kurzen Ende in doppelten Reihen. Die Decksteine sind bis zu zwei Meter lang und einen halben Meter dick. Auf der südlichen Deckenplatte sind zehn Schälchen. Der Zugang liegt im Süden. Nur ein Deckstein befindet sich in situ. Die Steinkiste liegt in der Mitte eines ovalen Kreises aus Bautasteinen, von denen einige im nordwestlichen Teil fehlen.
Die Megalithanlage wurde untersucht und in den Jahren 1973 bis 1974 restauriert. Das Grab war zwar geplündert worden, aber es ergab sich trotzdem ein Bild der Grabausstattung, darunter Feuerstein- und Quarzabschläge, Keramikscherben, ein Schleifstein, ein Schieferanhänger, eine Speerspitze sowie 10 herzförmige Pfeilspitzen aus Feuerstein.
Beim Ort steht ein Halvmilsten (dt. Halbmeilenstein).